# Yngve Wahl
Karl Yngve Wahl, född 1 maj 1918 i Bergviks församling, Gävleborgs län, död 1 september 2006 i Mo-Bergviks församling, Söderhamn, Gävleborgs län, var en svensk dragspelsmusiker som bland annat medverkade i filmen Kvinnan som försvann (1949).
Wahl är gravsatt på Bergviks kyrkogård.

## Filmografi
- 1949 – Kvinnan som försvann – musiker